# Pauls Valley
La ville de Pauls Valley est le siège du comté de Garvin, dans l’État de l’Oklahoma, aux États-Unis. Sa population s’élevait à 6 187 habitants lors du recensement de 2010, estimée à 6 152 habitants en 2015.

## Source
- (en) Cet article est partiellement ou en totalité issu de l’article de Wikipédia en anglais intitulé « Pauls Valley, Oklahoma » (voir la liste des auteurs).